# École de Vogelsang
L’École de Vogelsang, un établissement d’enseignement de la  Communauté française de Belgique, une école belge des Forces belges en Allemagne (FBA), ferme définitivement ses portes le 30 juin 2005. 

## Historique

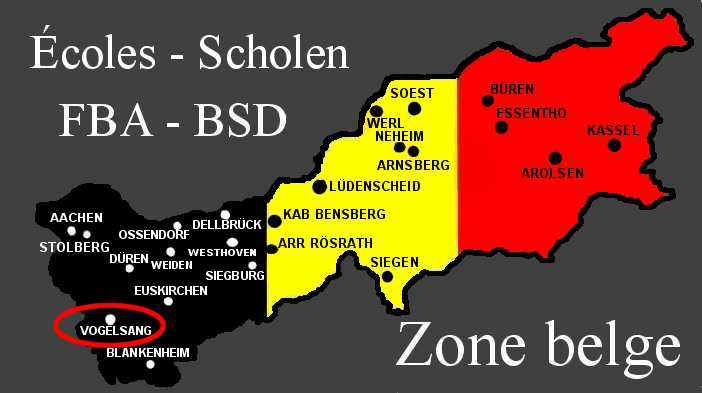
École de Vogelsang dans les FBA.

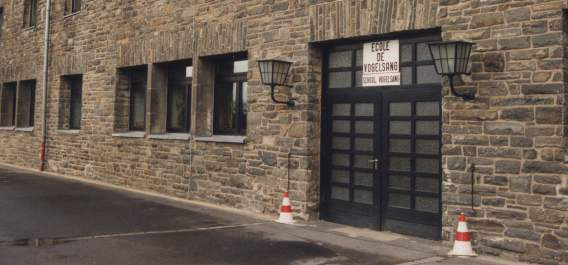
École belge de Vogelsang (FBA) en 1998.

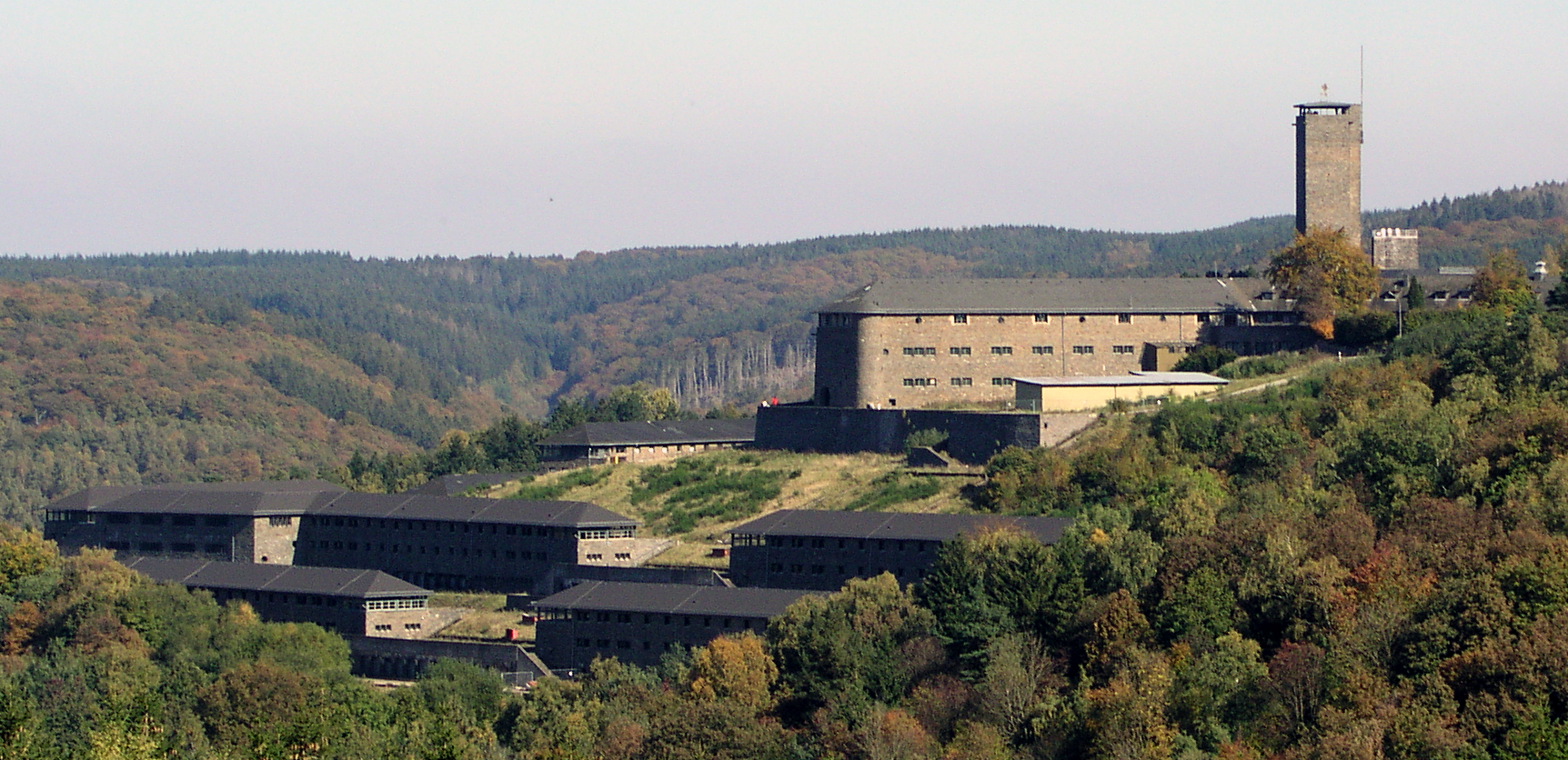
Camp de Vogelsang en 2007.

Le 4 février 1945, le 1Bn du 47e Regt de la 9e (US) Div s’empare de l’Ordensburg Vogelsang et s’y cantonne pour quelques jours. Les Anglais auxquels s’est joint le 21e Bn Fus belge leur succèdent.
Le 1er avril 1950, les Belges, sous les ordres du Colonel Cloetens, reprennent aux Anglais la direction du Camp. 
En 1951, les premières familles avec enfants viennent s'installer dans la région. 
Depuis mai 1946 déjà, la presse publie un appel du Ministère de l'Instruction publique aux instituteurs et institutrices désireux d'enseigner en Allemagne. 
À Vogelsang, se pose très vite le problème de l’instruction à donner aux enfants et, de 1951 à 1952, ils sont conduits à l'école d'Euskirchen en camion trois tonnes[réf. souhaitée].
En 1952, le Commandant de la Place fait ouvrir une école dans la salle Astrid qui deviendra plus tard le réfectoire de la caserne Saint-Georges. La situation durera jusqu’en 1955.
La population scolaire augmente peu à peu et les instituteurs – miliciens – se succèdent, mais le Colonel Forget parvient en 1958 à obtenir un instituteur à titre permanent. L’école compte à cette date 8 élèves.
En Allemagne, d'Aix-la-Chapelle à Cassel, chaque matin et dans chaque garnison des FBA, le peloton Transport (MT) envoie ses bus militaires pour le ramassage scolaire afin de permettre aux enfants de suivre les cours des écoles fondamentales tant francophones que néerlandophones. 
En 1961, étant donné la proximité d’une route dangereuse pour les enfants, le Colonel propose deux nouveaux locaux dans le bloc de l’infirmerie.
À la rentrée, en septembre 1962, l’école compte treize élèves. En septembre 1963, le Colonel obtient l’ouverture de la classe maternelle et fait aménager un troisième local.
En 1964, avec 18 élèves, un deuxième instituteur temporaire est nommé en renfort. La population scolaire ne va cesser d’augmenter pour compter, en septembre 1974, 49 élèves dont 17 dans la classe maternelle et 32 dans les deux classes primaires.
Les quelque 70 militaires de l’époque restent en place mais leurs enfants quittent peu à peu l’école de Vogelsang.
Annexée initialement à l'athénée royal de Rösrath jusqu'en 1969, l'école de Vogelsang est alors annexée à l'athénée royal de Düren et ce dès son ouverture officielle en 1970.
En septembre 1978, la classe maternelle est fermée, pour être rouverte en janvier 1980. Dès lors l’école n’offrira plus que deux emplois : une institutrice maternelle et un instituteur primaire à classe unique (de la 1re à la 6e année primaire).
En septembre 1989, une deuxième école est créée, mais néerlandophone cette fois.
Le 30 juin 1991, l'athénée royal de Düren ferme ses portes et la petite école se voit de nouveau annexée à l'athénée royal de Rösrath. 
En mai 1998, l’école francophone compte encore quinze élèves dont sept dans la classe maternelle et huit dans la classe primaire.
À cette même date, 56 militaires belges et 156 ouvriers et employés civils, belges et allemands, gèrent les installations du camp qui s’étend sur une superficie de 4 200 ha.
Le 17 juin 2002, les bataillons des FBA quittent l'Allemagne. Des milliers de familles rentrent définitivement en Belgique. Cependant, le camp de Vogelsang, ainsi que son personnel, est maintenu en Allemagne.
En juin 2003, l'athénée royal de Rösrath ferme donc à son tour et la petite école est alors annexée, pendant deux ans, à l'athénée royal de Waimes, puis fermera définitivement ses portes le 30 juin 2005.
Cette petite école, entourée géographiquement par 35 stands de tir, située à 8 km de la première boulangerie, à 45 km d’une école francophone, à 70 km d’un théâtre, … aura vu grandir en ses murs quelque 230 enfants belges.